# خيسوس كاستيلانوس
خيسوس كاستيلانوس (بالإسبانية: Jesús Castellanos Garrido)‏ هو لاعب كرة قدم إسباني، ولد في 24 أكتوبر 1978 في إل بونيو في إسبانيا. لعب مع ريال خاين ونادي ألباسيتي.

## وصلات خارجية
- خيسوس كاستيلانوس على موقع قاعدة بيانات كرة القدم.إي يو (الإنجليزية)